# 삼천포시 (선거구)
삼천포시는 대한민국의 옛 국회의원 선거구이다. 당시 경상남도 삼천포시 지역을 관할했다.

## 역사
1956년 7월 8일, 사천군 삼천포읍·남양면이 삼천포시로 승격되었다. 이에 제4대 국회의원 선거를 앞두고 삼천포시 전 지역을 관할하는 선거구로 신설되었다.
제6대 국회의원 선거를 앞두고 사천군 선거구, 하동군 선거구와 통합되어 삼천포시·사천군·하동군 선거구를 이루게 됨에 따라 폐지되었다.

## 역대 국회의원
| 선거   | 정당 | 정당   | 의원   |
| ------ | ---- | ------ | ------ |
| 1958년 |      | 무소속 | 이재현 |
| 1960년 |      | 무소속 | 이재현 |

## 역대 선거 결과

### 대한민국 제4대 국회의원 선거
|  | 62.49% |

|  | 33.51% |

|  | 3.99% |

### 대한민국 제5대 국회의원 선거
|  | 35.15% |

|  | 24.21% |

|  | 22.39% |

|  | 8.24% |

|  | 5.18% |

|  | 4.79% |

|  | 0% |